# Catedral de Múrcia
A Catedral de Santa María mais conhecida como Catedral de Múrcia é o templo principal e sede da Diocese de Cartagena. Encontra-se na cidade de Múrcia.